# Piroliză
Piroliza este un procedeu de transformare sau de descompunere termică a compușilor sau a substanțelor chimice organice în condiții de temperaturi înalte și fără aer.  Acest procedeu implică schimbarea simultană a compoziției chimice și a fazei fizice a compusului, și este ireversibilă. Cuvântul provine din limba greacă, unde pyr înseamnă foc, iar lysis înseamnă separare. 
Procesul de piroliză este un proces endoterm și se realizează într-o incintă închisă, fără oxigen sau cu aport scăzut de oxigen. Deoarece este un proces endoterm, este necesară o cantitate considerabilă de energie pentru a atinge temperaturi ridicate necesare volatilizării compușilor organici.